# Jake Paltrow
Pour les articles homonymes, voir Paltrow.
Jake Paltrow, né le 26 septembre 1975 à Los Angeles en Californie, est un réalisateur et scénariste américain.

## Biographie
Jake Paltrow est le fils du producteur de télévision et réalisateur Bruce Paltrow et de l'actrice Blythe Danner.
Il est le frère cadet de l'actrice Gwyneth Paltrow. Tout comme sa sœur, il a suivi très jeune ses parents dans le Massachusetts à l'âge de neuf ans pour le tournage d'un film.

## Carrière
Ses réalisations les plus connues sont celles des épisodes de NYPD Blue comme Andy Appleseed (2003), Brothers Under Arms (2000) et Big Bang Theory (1999), comme metteur en scène de télévision. En 2006, il fit ses débuts comme scénariste avec le film The Good Night. Le film a été projeté au Sundance Film Festival en 2007.

## Filmographie
- 2006 : The Good Night
- 2010 : Greenberg
- 2014 : Young Ones (également scénariste)
- 2015 : De Palma